# Léo Maia
Léo Maia, nome artístico de Márcio Leonardo Maia Gomes da Silva (Rio de Janeiro, 11 de março de 1974), é um cantor, compositor e guitarrista brasileiro. Filho afetivo do cantor Tim Maia. 

## Biografia
Márcio Leonardo Maia Gomes da Silva nasceu em 11 de março de 1974 no bairro de Botafogo no Rio de Janeiro, onde cresceu ao lado do pai  afetivo Tim Maia, da mãe Geisa Gomes da Silva, e do irmão, Carmelo. Filho de criação de Tim Maia, Márcio nunca foi adotado legalmente pelo cantor. Seu nome é mencionado na canção "Márcio Leonardo e Telmo" do álbum Tim Maia, lançado em 1976. Um dos trechos da canção diz: "O Márcio Leonardo veio na Seroma pra tocar seu violão, seu piano!". Seu meio-irmão por parte de pai, José Carlos da Silva Nogueira, foi assassinado aos 36 anos em 2002.
Sua musicalidade foi influenciada por Cassiano, Paulinho Guitarra e outros músicos que acompanhavam seu pai nos shows.[carece de fontes?] Léo foi o apelido que o cantor recebeu ainda na infância de seu pai Tim Maia.[carece de fontes?] Era uma criança muito alegre e carinhosa.[carece de fontes?] Ele, durante os ensaios de seu pai na banda Vitória Régia, costumava dormir sobre os rolos de fios. Pegou num violão pela primeira vez aos 7 anos – aprendeu com o pai a tocar o instrumento, e logo de cara tirou os acordes da música “Sossego”.[carece de fontes?]
Em 2005, Léo lançou seu primeiro disco Cavalo de Jorge, que reuniu 13 canções, das quais 8 de sua autoria. Depois de dois anos pesquisando e compondo o repertório de Cidadão do Bem, Léo Maia e a LGK Music lançaram em 2008, com distribuição da gravadora Som Livre, seu segundo disco. Cada vez mais samba-soul. Assim pode se descrever a fase atual de Léo Maia, que lança o terceiro disco Sopro do Dragão em 2010 com a LGK Music e Som Livre.
No quinto disco Diz Que Tem Saudade de 2012, Léo toca músicas que já foram sucesso (Me Dê Motivo) e músicas inéditas (“Canudinho” e “Diz Que Tem Saudade”).
Em 2014, foi contratado pelo SBT para fazer parte do reality show Esse Artista Sou Eu, comandado por Márcio Ballas. Em 2018, lança Rei do Baile, seu primeiro álbum gospel.
Em fevereiro de 2023, a justiça não reconhceu a Léo Maia como filho afetivo de Tim Maia.

## Vida pessoal
Em 1998, Maia se casou com a ex-miss São Paulo, Luciana Palhares, com quem teve dois filhos, Jorge (nascido em 2005) e Antonio Bento (nascido em 2011). O casal se separou após  mais de 20 anos de casamento. Em março de 2021, Luciana registrou um boletim de ocorrência acusando o ex-marido de agredir o filho mais velho do casal, então com 16 anos, e de não devolver o filho mais novo, de 9 anos, após uma visita de fim de semana.
Em 2011, Léo Maia se tornou evangélico.

## Discografia
- Cavalo de Jorge (2005)
- Cidadão do Bem (2008)
- Sopro do Dragão (2010)
- Diz Que Tem Saudade (2012)
- Momentos - Baile Black (2015)
- O Rei do Baile (2018)
- Clandestino (2022)